# Imperial Oil
Imperial Oil Limited er et canadisk olie- og gasselskab med hovedkvarter i Calgary, Alberta. Det er majoritetsejet af Exxon Mobil (69,6 %). Det er en betydelig producent af råolie, bitumen og naturgas. De driver olieraffinaderi og detailsalg af olie.
De ejer Alberta Oil Sands og de har et joint venture med ExxonMobil kaldet Kearl Oil Sands.